# Precorrina-3B C17-metiltransferasi
La precorrina-3B C17-metiltransferasi è un enzima appartenente alla classe delle transferasi, che catalizza la seguente reazione:
S-adenosil-L-metionina + precorrina-3B ⇄ S-adenosil-L-omocisteina + precorrina-4
Nella via di biosintesi aerobica della cobalamina, sono coinvolti quattro enzimi nella conversione della precorrina-3A in precorrin-6A. La prima delle quattro fasi è catalizzata dalla precorrina-3B sintasi (numero EC 1.14.13.83), (CobG), che genera precorrina-3B come prodotto. Questa reazione è seguita da tre metilazioni, che introducono un gruppo metilico al C-17 (CobJ), C-11 (CobM numero EC 2.1.1.133) e C-1 (CobF numero EC 2.1.1.152) del macrociclo, dando origine alla precorrina-4, precorrina-5 e precorrin-6A, rispettivamente.